# Neckarsalinenverein
Der Neckarsalinenverein war ein Wirtschaftskartell der Salinen Clemenshall (Offenau), Ludwig (Bad Rappenau), Ludwigshall (Bad Wimpfen) sowie Friedrichshall (Jagstfeld) zum Schutz vor ihren entsprechenden Konkurrenten. Namensprägend ist die gemeinsame Lage am Neckar, an dessen Uferbereichen bereits vorzeitliche Bewohner z. B. in Heinsheim mit Soleausfluss zutage tretende Salzflöze entdeckten.
Mit seinem Bestehen von 1828 bis 1936 war er das älteste und am längsten wirksame deutsche Verkaufskartell: Die Mitglieder garantierten sich gegenseitig das Monopol auf den Verkauf der jeweils eigenen Produkte im jeweils eigenen Land, während die Ausfuhr entsprechender Erzeugnisse aus dem Kartellgebiet auf der Basis gemeinsam vertraglich verabredeter Quoten erfolgte.
Schon bald nach dem Zusammenschluss war ein sehr großes Absatzgebiet erschlossen: außer den Sitzländern Großherzogtum Baden, Landgrafschaft Hessen-Darmstadt und Württemberg erstreckte es sich über Ost- und Westbayern sowie der bayrischen Rheinpfalz und reichte über den südlichen Teil der Rheinprovinz bis in die Niederlande.

## Quelle
1. ↑  Museum im Fränkischen Hof, Stadtmuseum Bürgerhaus Bad Rappenau